# Parafia św. Jana Chrzciciela i św. Szczepana w Choroszczy
Parafia pw. św. Jana Chrzciciela i św. Szczepana Męczennika w Choroszczy – rzymskokatolicka należąca do dekanatu Białystok-Starosielce, archidiecezji białostockiej, metropolii białostockiej.

## Historia parafii
Pierwsze wzmianki o istniejącej w Choroszczy parafii z drewnianym kościołem pochodzą z 22 października 1459 roku. 
XVI wiek
W roku 1507 król Zygmunt Stary nadaje Choroszczy prawa miejskie. Trzy lata później Aleksander Chodkiewicz, marszałek Wielkiego Księstwa Litewskiego, przekazuje miasteczko Choroszcz wraz z kościołem bazylianom z Supraśla, jednak po pewnym czasie je odbiera w zamian za trzy wsie: Choprostków, Klewin i Baciuty.
XVII wiek
W 1654 roku wojewoda trocki, Mikołaj Stefan Pac herbu Gozdawa, funduje w Choroszczy drewniany klasztor przy kościele zbudowanym przez jego rodziców Stefana i Marcjannę Paców i powierza prowadzenie parafii ojcom dominikanom. Rozpoczyna się wówczas wszechstronny rozwój parafii. Powstaje słynne na one czasy sanktuarium Matki Bożej oraz szkoła, której absolwenci mogli kontynuować naukę w Akademii Krakowskiej.
W roku 1671 Mikołaj Stefan Pac został wyniesiony przez króla, ku zdumieniu kapituły, na stolicę biskupią w Wilnie. Jednak pomimo sakry biskupiej bardzo często przebywa w Choroszczy, wznosząc tu letnią rezydencję z pięknym ogrodem. W roku 1673 sprowadził osobiście z Rzymu do tutejszej świątyni starożytne relikwie świętych męczenników: Wita, Aleksandry, Walerii i Wiktorii. Niestety wielka pożoga roku 1683 zniszczyła miasteczko i kościół, który po odbudowaniu uległ pożarowi po raz drugi w roku 1707.
XVIII wiek

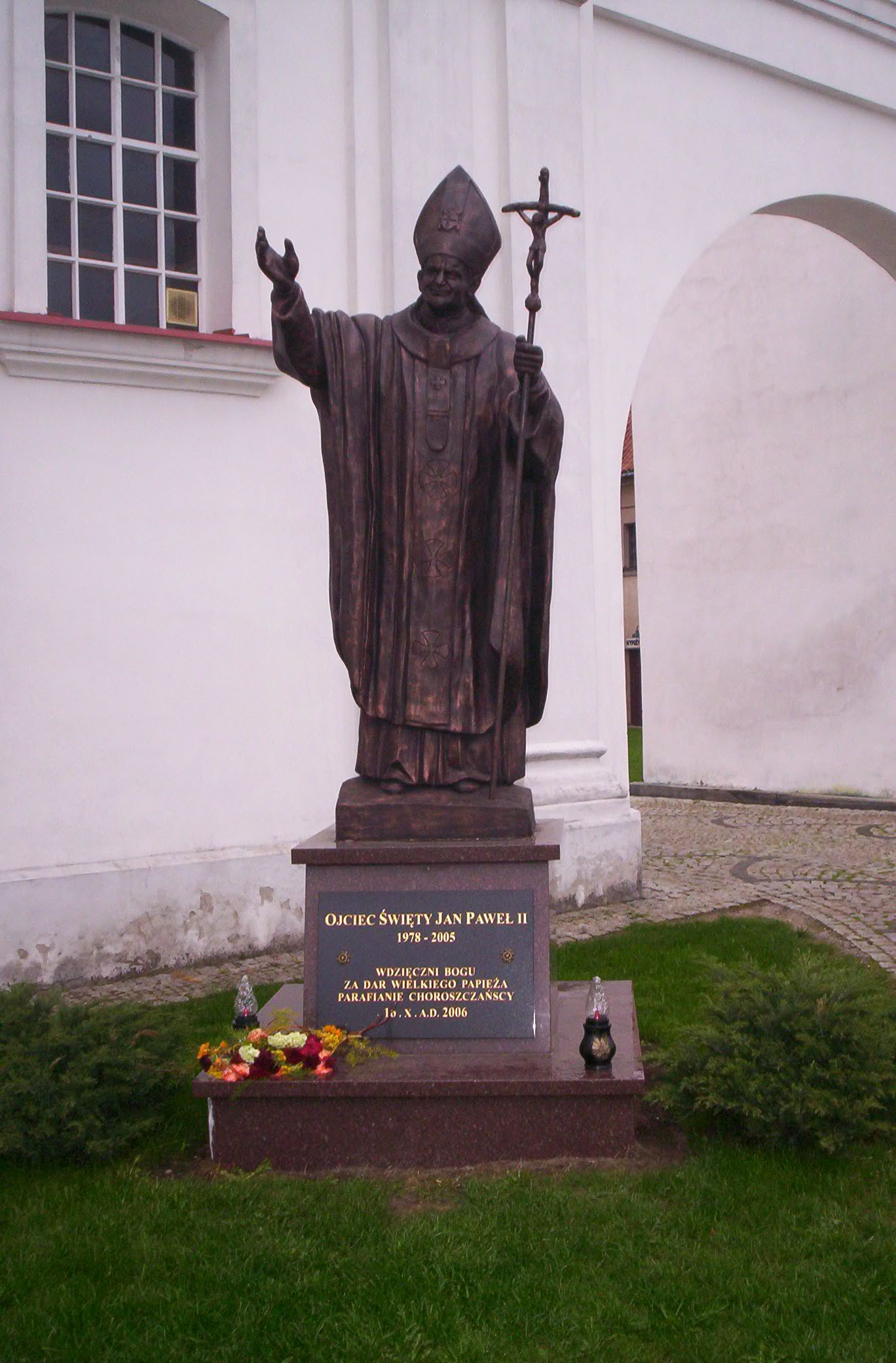
Pomnik Jana Pawła II przy kościele

W 1756 roku Jan Klemens Branicki, hetman wielki koronny, kasztelan krakowski, na prośbę dominikanów buduje murowany klasztor i kościół konsekrowany w  roku 1770. Świątynia ta była budowlą jednonawową o sklepieniu kolebkowym, w zakrystii i kruchcie zachodniej posiada  sklepienie krzyżowe, z wieżą kwadratową od frontu. Wnętrze świątyni i refektarz klasztorny były bogato zdobione i utrzymane w stylu rokokowym.
W roku 1780 pojawia się wzmianka o istniejącym w Choroszczy unikalnym relikwiarzu trumiennym św. Kandyda, którego szczątki zostały wydobyte z katakumb Santa Agnese w Rzymie w roku 1765. Realistyczna figura świętego znajduje się w szklanej trumnie i związana jest z nią legenda o końcu świata. Być może ojcowie dominikanie sprowadzili relikwie, aby szerzyć kult świętego, który był znany ze swojej nieugiętej postawy w obronie ideałów. Postawa taka była szczególnie cenna w sytuacji, gdy nad Polską zawisło widmo rozbiorów.
XIX wiek
W 1832 roku dominikanie zostali przez rząd carski wysiedleni do Różanegostoku, a parafia przeszła pod zarząd księży diecezjalnych. 
XX wiek
W 1915 roku podczas działań wojennych kościół został uszkodzony. W czasie odbudowy poszerzono świątynię, dobudowując dwie boczne nawy, co w zasadniczy sposób zmieniło całą bryłę. Niefortunnie w roku 1938 z nieustalonych przyczyn spłonęło prawie całe wnętrze kościoła i dach. W roku 1944 wojska niemieckie wysadziły wieżę, która zniszczyła sklepienie świątyni. W latach 1945–1947 kościół odbudowano. Na wieży zainstalowano 4 dzwony o imionach: Jan, Franciszek, Dominik i Stanisław.

## Miejsca święte
Kościół parafialny
- Kościół pw. św. Jana Chrzciciela i św. Szczepana Męczennika

Kościoły filialne i kaplice
- Kaplica cmentarna pw. Ducha Świętego w Choroszczy - zbudowana w 1924 r. staraniem ks. proboszcza Adama Ostrowskiego jako pomnik poległym za Ojczyznę w roku 1863 i podczas I wojny światowej.
- Kaplica pw. Matki Bożej Nieustającej Pomocy w Domu Pomocy Społecznej w Choroszczy - erygowana w 1995 r.
- Kaplica pw. Matki Bożej Anielskiej na plebanii w Choroszczy

Cmentarz parafialny
Cmentarz grzebalny został założony na początku XIX wieku, w odległości 1 km od kościoła, o powierzchni 3,5 ha.
Odpusty
Od czasów dominikańskich obchodzone były odpusty:

- św. Jana Chrzciciela,
- Matki Bożej Anielskiej,
- św. Dominika,
- Matki Bożej Różańcowej,
- św. Szczepana,
- św. Kandyda

## Obszar parafii
W granicach parafii znajdują się miejscowości
- Choroszcz,
- Barszczewo,
- Dzikie,
- Dzikie-Kolonia,
- Gajowniki,
- Jeroniki,
- Kościuki,
- Łyski,
- Nowosiółki,
- Ogrodniki,
- Oliszki,
- Porosły-Kolonia,
- Rogówek,
- Rogowo-Majątek,
- Ruszczany,
- Sienkiewicze,
- Topilec,
- Zaczerlany,
- Zawady
- Żółtki

## Duszpasterze
Proboszczowie
Obecnie posługę duszpasterską sprawuje:
- ks. Leszek Struk

Księża pochodzący z terenu parafii
- ks. Eugeniusz Mikulski,
- ks. Antoni Wasilewski,
- ks. Jan Maliszewski,
- ks. Zbigniew Gołaszewski (MI),
- ks. Władysław Antończyk (RCI),
- ks. Daniel Żmujdzin,
- ks. Wojciech Nowasza,
- ks. Leszek Giemza.
- ks. Wojciech Rogowski
- ks. Maciej Kranc
- ks. Robert Matys
- ks. Adam Mariański

Kapłani pochowani na miejscowym cmentarzu
- ks. Franciszek Pieściuk,
- ks. Władysław Szykszynel,
- ks. Stanisław Kościuczyk